# Міністерство юстиції Молдови
Міністе́рство юсти́ції Молдо́ви (рум. Ministerul Justiției) — державний орган у сфері юстиції в Республіці Молдова, який в нині очолює Серджиу Литвиненко.

## Функції
- Готує проекти законів та проекти урядових рішень у сфері юстиції, а також проекти найважливіших законів в інших соціально-економічних сферах, затверджує проекти законів та інших нормативних актів, що подаються уряду, здійснює правову експертизу та державну реєстрацію відомчих нормативних актів, спрямованих на законні права та інтереси громадян або тих, що мають міжвідомчий характер.
- Розробляє, з урахуванням пропозицій міністерств і відомств, проекти планів удосконалення законодавства.
- Він здійснює роботу з систематизації та кодифікації законодавства, готує пропозиції щодо його модифікації. Координує діяльність центральних спеціалізованих органів державного управління з метою розроблення проектів законів та інших нормативних актів, надання їм методичної допомоги при розробці проектів законів та урядових рішень. Готує і готує до редагування збірники законів, кодексів, представляє пропозиції щодо редагування юридичної літератури.
- Призначає викладачів, затверджує навчальний план Республіканського центру підготовки та вдосконалення кадрів в системі Міністерства юстиції та Генеральної прокуратури.
- Забезпечує роботу Парламенту, Уряду, центральних спеціалізованих органів публічної адміністрації, місцевих державних органів, судів, підприємств, забезпечує і координує діяльність у сфері проведення судово-правової реформи.
- Реєструє партії та інші суспільно-політичні організації та здійснює контроль за їх дотриманням чинного законодавства, призупиняє їх діяльність у разі порушення норм законодавства та законодавства, веде реєстр політичних партій та веде облік їх символіки.
- Здійснює контроль за процесом ініціювання центральними органами державного управління розроблення проектів щодо внесення до законодавства змін і доповнень, що випливають з рішень Конституційного Суду.

## Керівництво
- Міністр — Серджиу Литвиненко
- Генеральний секретар – Стела Чіобану
- Державний секретар – Вероніка Михайлов-Морару
- Державний секретар – Надежда Бурчю
- Державний секретар – Едуард Сербенко